# Tom Johnson (Eishockeyspieler)
Thomas Christian „Tom“ Johnson (* 18. Februar 1928 in Baldur, Manitoba; † 21. November 2007 in Falmouth, Massachusetts, USA) war ein kanadischer Eishockeyspieler (Verteidiger) und -trainer, der von 1947 bis 1965 für die Canadiens de Montréal und Boston Bruins in der National Hockey League spielte.

## Karriere
Als Junior spielte er bei den Winnipeg Monarchs, einer Juniorenmannschaft der Toronto Maple Leafs. Dort fand man ihn nicht für die NHL geeignet. Ein Scout der Canadiens de Montréal sah ihn und holte ihn zu den Royaux de Montréal. In der Saison 1947/48 gab er sein Debüt bei den Canadiens, doch anfangs gab es noch Schwierigkeiten mit dem Vertrag. Am Ende seiner zweiten Spielzeit mit den Buffalo Bisons in der American Hockey League schaffte er den Sprung in die NHL.
Ab der Saison 1950/51 war er fester Bestandteil der Canadiens, die in den kommenden neun Jahren sechs Mal den Stanley Cup gewinnen konnten. Besonders in Unterzahl wurde er immer wieder eingesetzt, während er in Überzahl häufig auch die Rolle des Centers übernahm. Man schätzte besonders seinen leidenschaftlichen Einsatz, seine Ausdauer und seine Konstanz. Obwohl er auch offensive Qualitäten besaß, überließ er diesen Part in der Regel Doug Harvey. Auffällig war es, wenn er dem Gegner den Puck ohne Körperkontakt abnahm und einen schnellen Gegenangriff einleitete. Seine erfolgreichste Spielzeit hatte er in der Saison 1958/59, als er zum besten Verteidiger der NHL gewählt wurde. Harvey war in dieser Zeit oft verletzt und Johnson vertrat ihn als Leitfigur in der Verteidigung. Anfang der 1960er Jahre spielte er in einer Reihe mit dem jungen Jacques Laperrière. In der Saison 1962/63 zog er sich eine schwere Gesichtsverletzung zu und es war unsicher, ob er seine Karriere fortsetzen konnte. Unter diesen Voraussetzungen schützten die Canadiens ihn nicht beim Waiver Draft und die Boston Bruins nutzten diese Chance.
Zwei Spielzeiten trug er das Trikot der Bruins, bevor ihn eine Verletzung zur Beendigung seiner Karriere zwang.
Nach Ende seiner aktiven Karriere blieb er in Boston und half Harry Sinden, dem Trainer beim Aufbau einer schlagkräftigen Mannschaft. Ab 1970 war er selbst Trainer des Teams um Bobby Orr und Phil Esposito, das 1972 den Stanley Cup gewinnen konnte.
1970 wurde er mit der Aufnahme in die Hockey Hall of Fame geehrt.

## Sportliche Erfolge
- Stanley Cup:  1953, 1956, 1957, 1958, 1959, 1960 (als Spieler); 1972 (als Trainer)

### Persönliche Auszeichnungen
- First All-Star Team: 1959
- Second All-Star Team: 1956
- James Norris Memorial Trophy: 1959